# Georg Häfner
Joseph Georg Simon Häfner (19. října 1900, Würzburg – 20. srpna 1942, Dachau) byl německý římskokatolický kněz würzburské diecéze a karmelitánský terciář, jenž zemřel na následky špatného zacházení v koncentračním táboře Dachau. Katolická církev jej uctívá jako blahoslaveného mučedníka.

## Život

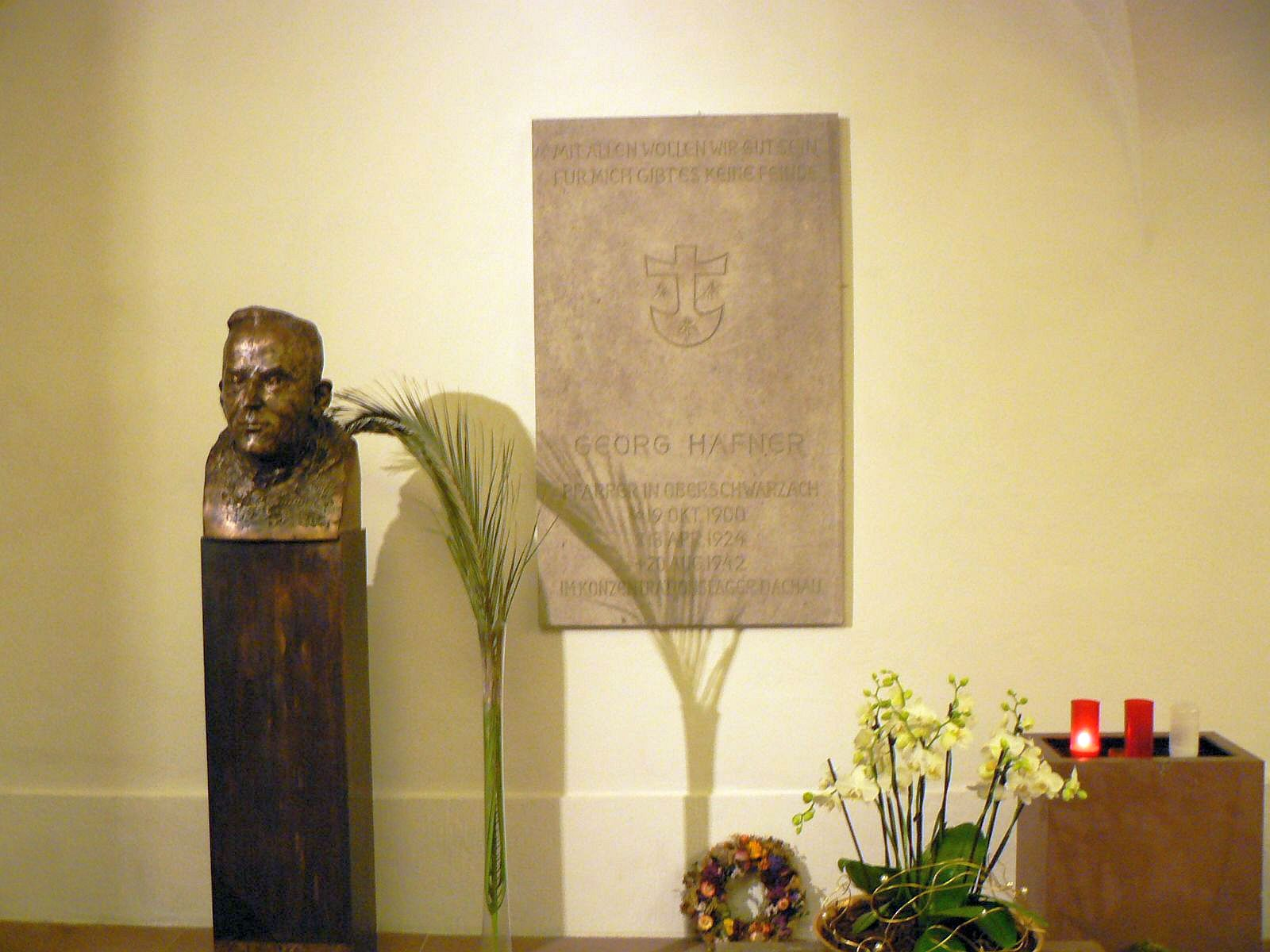
Jeho pamětní deska a busta v kryptě kostela kláštera Neumünster ve Würzburgu

Narodil se dne 19. října 1900 ve Würzburgu a byl pokřtěn na faře při místní katedrále. Jeho otec Valentin Häfner byl dělníkem. Roku 1918 složil zkoušku na vojenské škole. Rodiče mu také umožnili studium teologie a dva roky po jejím započetí vstoupil do třetího řádu bosých karmelitánů. Dne 13. dubna 1924 byl ve Würzburgu vysvěcen na kněze a svoji primiční mši svatou sloužil v klášteře Himmelspforten ve Würzburgu. Poté působil na více místech jako kaplan a roku 1934 se stal farářem v Oberschwarzachu.
Během jeho působení v pozici kaplana v Altglashuettenu (část Wildfleckenu) odmítl nacistický pozdrav, což mu vyneslo kritiku ze strany nacistických představitelů. Od roku 1938 mu bylo zakázáno vyučovat náboženství na místní škole v Oberschwarzachu, díky čemuž musel tuto výuku poskytovat tajně. Kvůli kritickým poznámkám proti nacistickému režimu ve svých kázáních a dalších proslovech byl mnohokrát zatčen a vyslýchán gestapem.
V srpnu roku 1941 jej těžce nemocný člen nacistické strany požádal, aby mu udělil svátost nemocných. Po udělení svátosti jej nechal podepsat prohlášení, v němž uznává svůj druhý občanský sňatek za neplatný. Po přečtení prohlášení v kostele, že muž by měl mít církevní pohřeb byl udán přítomným členem nacistické strany a zatčen gestapem. Původně byl držen ve věznici gestapa ve Würzburgu. Přestože se za něj přimlouval generální vikář místní diecéze Franz Miltenberger byl dne 12. prosince 1941 bez soudního příkazu převezen do tzv. „kněžského bloku“ koncentračního tábora Dachau (s vězeňským číslem 28876). Zemřel tam dne 20. srpna 1942 na následky špatného zacházení a podvýživy. Dne 18. září 1942 byl pohřben v kněžské části würzburského hlavního hřbitova a 9. prosince 1982 byly jeho ostatky v urně za účasti místního biskupa Friedhelma Hofmanna přeneseny do krypty kostela kláštera Neumünster ve Würzburgu.

## Úcta
Jeho beatifikační proces započal dne 21. září 1988, čímž obdržel titul služebník Boží. Dne 3. července 2009 podepsal papež Benedikt XVI. dekret o jeho mučednictví.

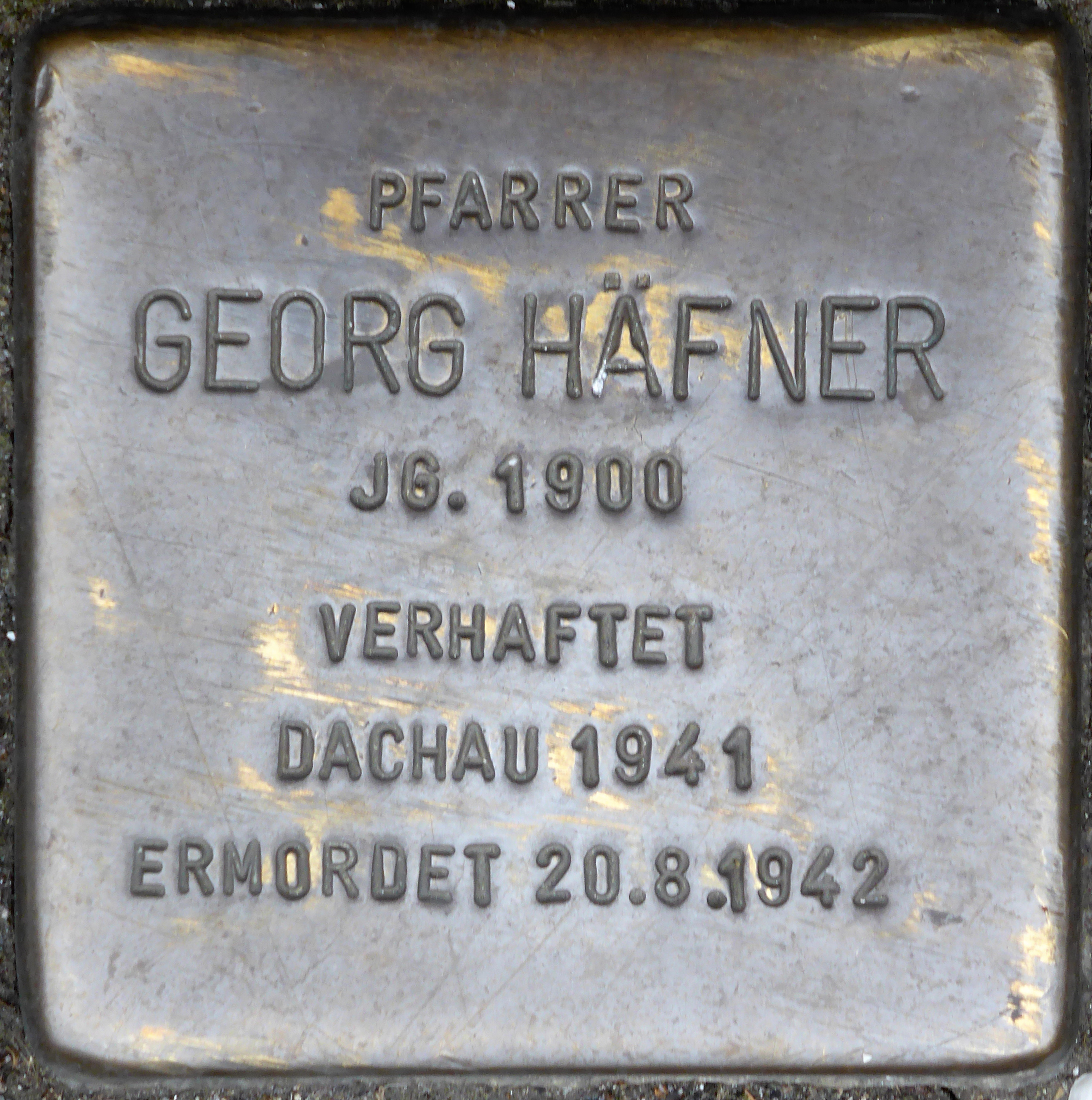
Stolpersteine ve Würzburgu

Blahořečen pak byl dne 15. května 2011 v katedrále sv. Kiliána ve Würzburgu. Obřadu předsedal jménem papeže Benedikta XVI. kardinál Angelo Amato.
Jeho památka je připomínána 20. srpna. Bývá zobrazován v kněžském oděvu.